# Sarıkaya, Turhal
Sarıkaya là một xã thuộc huyện Turhal, tỉnh Tokat, Thổ Nhĩ Kỳ. Dân số thời điểm năm 2011 là 688 người.